# Shōji Yokouchi
Shōji Yokouchi (jap. 横内 章次, Yokouchi Shōji; * 9. November 1933 in Mandschukuo (heute: Volksrepublik China); † 1996) ist ein japanischer Pop- und Jazzmusiker (Gitarre, Komposition, Arrangement).
Shōji Yokouchis erste Aufnahmen entstanden 1964 in einer Formation u. a. mit Akira Nakano, Akira Miyazawa und Shigeo Suzuki (Modern Jazz in Tokyo).In den folgenden Jahren arbeitete er u. a. mit Jimmy Takeuchi, Mari Nakamoto, Isoo Fukui, Takeshi Inomata, Tadao Hayashi, in den 1980er Jahren noch mit den Sängerinnen Martha Miyake und Mayumi Asaka. Ab  Mitte der 1960er-Jahre nahm er eine Reihe von Alben mit eigenen Bands auf, wie G.T.D. (mit Hidehiko Matsumoto und Jimmy Takeuchi), Shoji Yokouchi & His Allstar Latin Combo, Shoji Yokouchi & His Super Guitar Band, Shoji Yokouchi and His Allstars sowie einem Quartett und Trio, die stilistisch zwischen Latin Jazz, Easy Listening und Popmusik angesiedelt waren. Im Bereich des Jazz war er zwischen 1964 und 1984 an 28 Aufnahmesessions beteiligt.